# Кудинов, Александр Степанович
Александр Степанович Кудинов (5 января 1936 — 16 июля 2016) — советский и российский тренер по греко-римской борьбе, заслуженный тренер РСФСР.

## Биография
Родился в 1936 году на территории современной Томской области, в 1951 году приехал в Омск. В 1952 году под руководством Юрия Сапожникова начал заниматься классической борьбой. Чемпион ЦС ДСО «Водник» в Гомеле (1955), Бронзовый призер чемпионата РСФСР (1958), серебряный призер Спартакиады народов РСФСР (1950). Мастер спорта СССР.
В 1960 г. окончил Омский государственный институт физической культуры.
Находясь до 1990 г. на тренерской работе в ДСО «Трудовые резервы», подготовил более 50 мастеров спорта, среди которых заслуженный мастер спорта, пятикратный чемпион мира Виктор Игуменов; чемпион мира среди железнодорожников Юрий Григорьев; чемпион СССР Хафиз Тимашев и другие.
Его ученики Виктор Игуменов и Владимир Борман стали заслуженными тренерами СССР, заслуженными тренерами России — А. Минибаев, А. Зеленин, Ю. Крикуха, С. Новаковский, А. Манзоров, В. Зборовский, Х. Тимашев.
Похоронен на Старо-Восточном кладбище.